# グレート・ノーザン半島

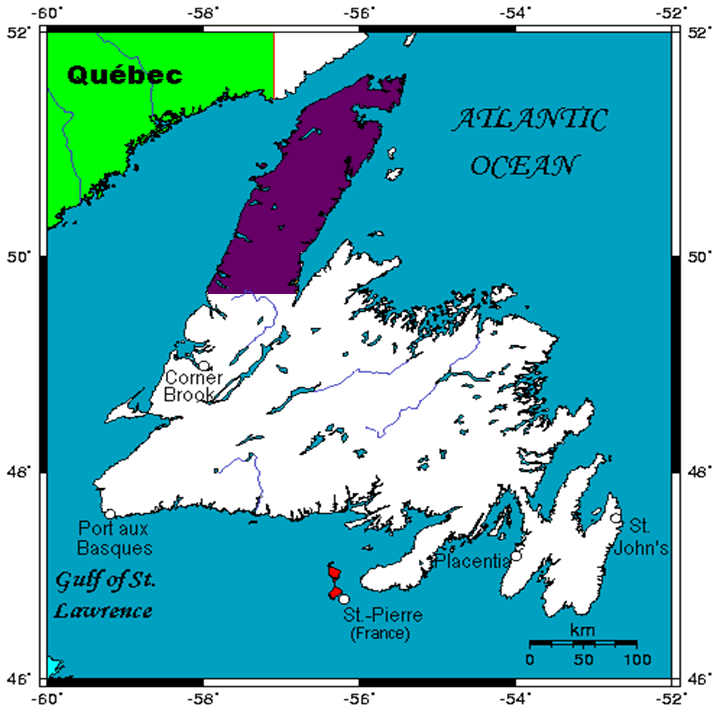

グレート・ノーザン半島 （Great Northern Peninsula、イヌティトゥット語: Ikkarumiklua）は、カナダ・ニューファンドランド島最大かつ最長の半島。およそ長さ225km、最も幅の広い地点で80km、面積は17,483 km²である。ボンヌ湾から北進してノーマン岬およびボールド岬周辺、そこからホワイト湾の先端に向かい、西はセントローレンス湾に囲まれ、北はベルアイル海峡、東側をラブラドル海、ホワイト湾に接する。
半島の大部分は、州の地方区分として第9区分に属する。
グレート・ノーザン半島はおおまかに2つの地形に分けられる。ロングレンジ山脈にある標高の高い高原と、集落の全てが点在する低地の沿岸地域である。ロングレンジ山脈は険しい山の谷と、海に通じる壮大なフィヨルド、多くの湖沼や河川が点在する山岳地帯が混ざり合っている。半島の先端は、ヘア湾によって窪んでいる。半島の南端と東端は山岳地帯である一方で、西端の北半分は沿岸平野、南半分は深いフィヨルドである。
グロス・モーン国立公園は半島にある。

## 参照
1. ↑  http://www.nunatukavut.ca/home/files/pg/unveiling_nunatukavut.pdf

座標: 北緯50度27分49秒 西経56度46分07秒 / 北緯50.4635度 西経56.7686度